# ميدان غروسفينور

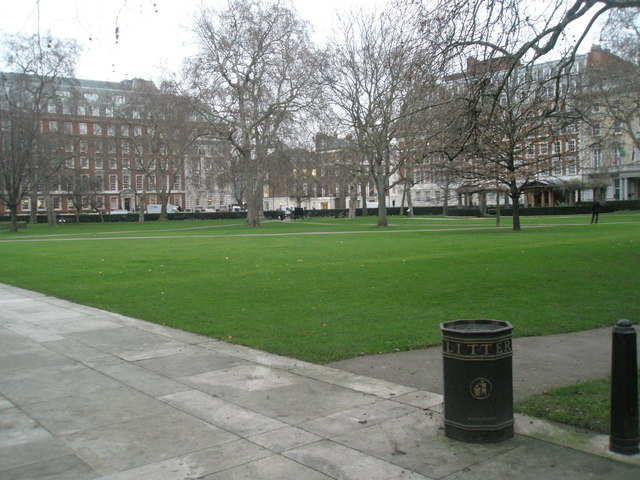
الحديقة الرئيسية في ميدان غروسفينور

ميدان غروسيفينور (بالإنجليزية: Grosvenor Square)‏ هو ميدان كبير بستاني في دائرة ماي فير في لندن.
أقام فيه الكاتب أوسكار وايلد بين عامي 1883 و1884 وأشار إلى الميدان أربع مرات في أعماله. وقد أقيم فيه في الناحية الشرقية نصب تذكاري لضحايا هجمات سبتمبر 2001 من البريطانيين.